# Баница (Амфипољ)
Баница (грч. Συμβολή) је насељено место у општини Амфипољ у периферији Средишња Македонија, Грчка. Према попису из 2021. године било је 156 становника.
Према бугарском географу и историчару, Василу Канчову, у Баници је 1900. године живело 160 Рома. Македонски историчар Тодор Симовски наводи да је ромско становништво било словенизовано. После 1923. године насељено је 138 грчких избеглица, тако је на попису из 1928. године Баница имала 403 становника.